# 片山雅史
片山 雅史（かたやま まさひと）は、日本の画家、現代美術家、九州大学大学院芸術工学研究院准教授。東京都に生まれ、京都府で育つ。
1982年、京都市立芸術大学美術学部卒業。1984年、京都市立芸術大学大学院美術研究科絵画専攻修了。1988年アジアン・カルチュラル・カウンシルの助成により米国ニューヨークに滞在。1995年、文化庁派遣芸術家在外研修員として英国ロンドンに滞在、ロンドン大学ゴールドスミス校に在籍。京都市立芸術大学在学中より活動を始める。
活動初期には、「風のなる日のために」「風の系譜」と題された黒い筆致によるモノクロームの抽象絵画を展開。その後、1990年中頃より金地にシルエットの植物が描かれたHANAシリーズを、1990年代後半より視覚と記憶との関係に関心を持って制作された「皮膜」シリーズを発表。2010年より螺旋など主とした墨線の集積による絵画作品を発表。近年は絵画作品発表の他、アートを生かした地域活性のプロジェクト、ワークショップなども行う。一部作品は原美術館、福岡市美術館などに収蔵されている。

## 主な展覧会
- 1986 第7回ハラアニュアル（原美術館・東京）
- 1987 アートナウ '87（兵庫県立近代美術館・神戸） '88、'90
- 1988 「ニュージャパニーズスタイルペインティング」（山口県立美術館・山口）
- 1989 個展「風のなる日のために」（佐賀町エキジビット・スペース、東京）
- 1989 「版から／版へ－京都1989－」（京都市美術館・京都）
- 1990 「マニエラの交叉点」（町田市立国際版画美術館・東京）
- 1990 「TAMA VIVANT '92」（渋谷西武シードホール・東京）
- 1993 「90年代の日本－13人のアーティストの提言」（ローマ民俗博物館、デュッセルドルフ市立美術館に巡回）
- 1993 「明日の美術4－1993年の視点」旧サン・マッテーオ病院（スポレート、イタリア）
- 1994 現代美術の展望 VOCA展'94－新しい平面の作家たち」（上野の森美術館・東京） '95
- 1994 「日本 現代美術の断面」（ヒュンダイアートギャラリー、ソウル）
- 1996 「日本の現代美術50人展」（ナビオ美術館・大阪）
- 1996 「TRANSVANGARD展」（オクトーバーギャラリー・ロンドン）
- 2002 「光の記憶展」（三菱地所アルティアム・福岡、京都芸術センター・京都、ギャラリークラヌキ・大阪、ヨコハマポートサイドギャラリー・横浜に巡回）
- 2003 「両洋の眼」（松坂屋美術館・名古屋、三越美術館・東京他に巡回） '05
- 2005 個展「第5回21世紀の作家－福岡 片山雅史展 皮膜2004－知覚の森へ」（福岡市美術館・福岡）
- 2005 CONVERGENCE （ホーチミン市美術館・ホーチミン)
- 2005 CITY NET ASIA2005、（ソウル市美術館・ソウル）
- 2006 The Art of Passart-ism（丸の内ビル、丸の内プラザ、丸の内オアゾなど 東京）
- 2007 第10回DOMANI・明日展（損保ジャパン日本興亜美術館・東京）
- 2007 第3回成都ビエンナーレ展、（成都現代美術館・成都、中国）